# جنگ‌های پنهان (فیلم ۲۰۱۴)
جنگ‌های پنهان (لهستانی: Służby specjalne) یک فیلم اکشن لهستانی به کارگردانی پاتریک وگا است که در سال ۲۰۱۴ منتشر شد.

## گزیدهٔ بازیگران
- اُلگا بووانچ
- یانوش خابیور
- وویچیخ ژیلینسکی
- آندژی گرابوفسکی
- اریک لوبوس
- کامیلا بار
- بئاتا کافکا
- آگاتا کولشا